# ترهووی شتیپانوو
ترهووی شتیپانوو (به لاتین: Trhový Štěpánov) یک منطقهٔ مسکونی در جمهوری چک است که در شهرستان بنشوف واقع شده‌است. ترهووی شتیپانوو ۱٬۳۶۶ نفر جمعیت دارد.